# S. Dariaus- en S. Girėnostadion
Het S. Dariaus en S. Girėno stadion is een multifunctioneel stadion in de Litouwse stad Kaunas. Naast een voetbalveld heeft het ook een atletiekbaan. Het stadion is gebouwd in 1925. Sinds de hernieuwde onafhankelijkheid van Litouwen doet het dienst als het nationale stadion waar het nationaal elftal van Litouwen zijn thuiswedstrijden speelt.
In 2013 werd het stadion gebruikt voor de EK onder 19. Eerder, in september 1993 was het stadion decor voor een ontmoeting van de toenmalige paus Johannes-Paulus II met de jeugd van Litouwen.
Het stadion is vernoemd naar twee piloten die in 1933 de eerste nonstopvlucht van New York naar Kaunas maakten en vlak voor de aankomst in Kaunas neerstortten.
Het stadion onderging tussen 2018 en 2022 een grondige renovatie, waarbij de capaciteit werd uitgebreid tot de huidige 15.315 toeschouwers. Hiermee werd het stadion het grootste stadion in de Baltische staten. Voor de renovatie huisvestte het stadion 9.180 toeschouwers.

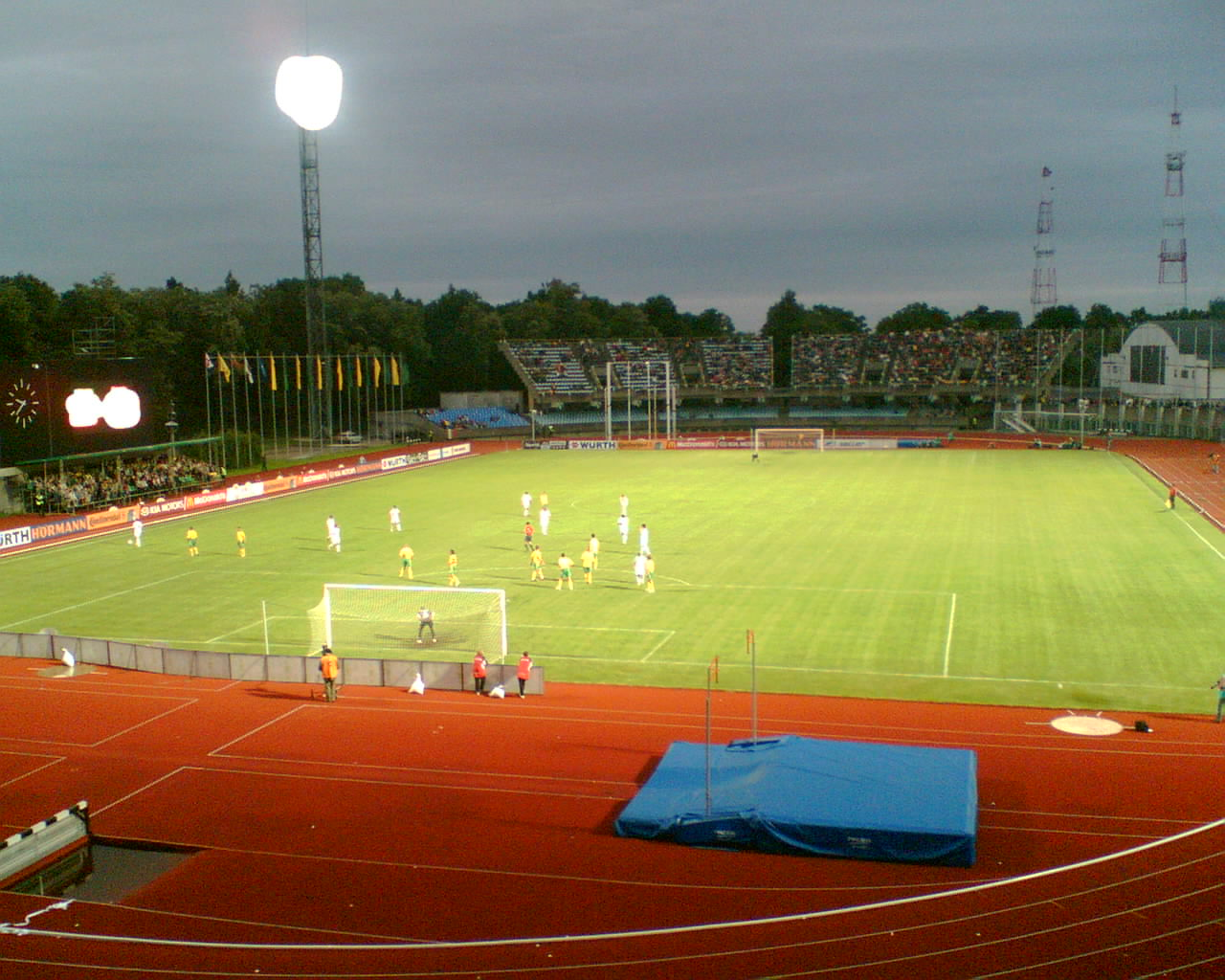
Het stadion voor de verbouwing.